# Elachyleon gentilis
Elachyleon gentilis is een insect uit de familie van de mierenleeuwen (Myrmeleontidae), die tot de orde netvleugeligen (Neuroptera) behoort. 
Elachyleon gentilis is voor het eerst wetenschappelijk beschreven door Banks in 1943.